# SM i Starbåt
SM i Starbåt anordnas varje år sedan 1932, de två senaste åren tillsammans med de andra OS-klasserna under OS-SM.

## Vinnare
| År   | Ort           | Guld                                                          | Silver                                                | Brons                                                 |
| 1932 | Sandhamn      | båtnamn (SWE xxxx) Per Gedda Karl A Scherman                  |                                                       |                                                       |
| 1933 | Sandhamn      | båtnamn (SWE xxxx) Dag Sundén-Cullberg Daniel Sundén-Cullberg |                                                       |                                                       |
| 1934 | Sandhamn      | båtnamn (SWE xxxx) Dag Sundén-Cullberg Daniel Sundén-Cullberg |                                                       |                                                       |
| 1935 | Sandhamn      | båtnamn (SWE xxxx) Dag Sundén-Cullberg Daniel Sundén-Cullberg |                                                       |                                                       |
| 1936 | Sandhamn      | båtnamn (SWE xxxx) Stig Hedberg                               |                                                       |                                                       |
| 1937 | Sandhamn      | båtnamn (SWE xxxx) von Rosen                                  |                                                       |                                                       |
| 1938 | Sandhamn      | båtnamn (SWE xxxx) Christiansen                               |                                                       |                                                       |
| 1939 | Sandhamn      | båtnamn (SWE xxxx) Christiansen                               |                                                       |                                                       |
| 1940 | Björköfjärden | båtnamn (SWE xxxx) Oscar Plym                                 |                                                       |                                                       |
| 1941 | Björköfjärden | båtnamn (SWE xxxx) Albert Bonnier Jr                          |                                                       |                                                       |
| 1942 | Saxarfjärden  | båtnamn (SWE xxxx) Alban Verne                                |                                                       |                                                       |
| 1943 | Hårsfjärden   | båtnamn (SWE xxxx) Pelle Billberg                             |                                                       |                                                       |
| 1944 | Stora Värtan  | båtnamn (SWE xxxx) Oscar Plym                                 |                                                       |                                                       |
| 1945 | Sandhamn      | båtnamn (SWE xxxx) Lars Berg                                  |                                                       |                                                       |
| 1946 | Hårsfjärden   | båtnamn (SWE xxxx) Bengt Melin Charles Edding                 |                                                       |                                                       |
| 1947 | Sandhamn      | båtnamn (SWE xxxx) Lars Berg                                  |                                                       |                                                       |
| 1948 | Vaxholm       | båtnamn (SWE xxxx) S Börjesson C Olsson                       |                                                       |                                                       |
| 1949 | Rastaholm     | båtnamn (SWE xxxx) Bengt Melin Yngve Engqvist                 |                                                       |                                                       |
| 1950 | Västerås      | båtnamn (SWE xxxx) Lars Löfgren Sune Carlsson                 |                                                       |                                                       |
| 1951 | Sandhamn      | båtnamn (SWE xxxx) Lars Löfgren Sune Carlsson                 |                                                       |                                                       |
| 1952 | Sandhamn      | båtnamn (SWE xxxx) Bengt Melin Börje Carlsson                 |                                                       |                                                       |
| 1953 | Nynäshamn     | båtnamn (FRA xxxx) Ph Charancel Michel Parent                 |                                                       |                                                       |
| 1954 | Nynäshamn     | båtnamn (SWE xxxx) Sune Carlsson Olle Carlsson                |                                                       |                                                       |
| 1955 | Sandhamn      | båtnamn (GER xxxx) P Fischer Claes Wunderlich                 |                                                       |                                                       |
| 1956 | Gävle         | båtnamn (FRA xxxx) B Charancel Michel Parent                  |                                                       |                                                       |
| 1957 | Lysekil       | båtnamn (SWE xxxx) Sune Carlsson Per Karlsson                 |                                                       |                                                       |
| 1958 | Nynäshamn     | båtnamn (POR xxxx) Ch de Bokay A de Bokay                     |                                                       |                                                       |
| 1959 | Gävle         | båtnamn (SWE xxxx) Sune Carlsson Per Karlsson                 |                                                       |                                                       |
| 1960 | Gottskär      | båtnamn (SWE xxxx) Jacob Engwall Arne Åkersson                |                                                       |                                                       |
| 1961 | Sandhamn      | båtnamn (SWE xxxx) E Schrauder J Scheidegger                  |                                                       |                                                       |
| 1962 | Sandhamn      | båtnamn (SWE xxxx) Henrik Tallberg Peter Tallberg             |                                                       |                                                       |
| 1963 | Särö          | båtnamn (SWE xxxx) Pelle Petterson Holger Sundström           |                                                       |                                                       |
| 1964 | Sandhamn      | båtnamn (SWE xxxx) Lars Bjerkander Hans Hultman               |                                                       |                                                       |
| 1965 | Varberg       | båtnamn (SWE xxxx) Peter Tallberg Henrik Tallberg             |                                                       |                                                       |
| 1966 | Gävle         | båtnamn (SWE xxxx) John Albrechtson Claes Svensson            |                                                       |                                                       |
| 1967 | Sandhamn      | båtnamn (SWE xxxx) John Albrechtson Ulf Norrman               |                                                       |                                                       |
| 1968 | Marstrand     | båtnamn (SWE xxxx) Stig Wennerström Sture Christensson        |                                                       |                                                       |
| 1969 | Otterbäcken   | båtnamn (SWE xxxx) John Albrechtson Bengt Johansson           |                                                       |                                                       |
| 1970 | Västervik     | båtnamn (SWE xxxx) Pelle Petterson Stellan Westerdahl         |                                                       |                                                       |
| 1971 | Lysekil       | båtnamn (SWE xxxx) Stig Wennerström Sture Christensson        |                                                       |                                                       |
| 1972 | Otterbäcken   | båtnamn (SWE xxxx) Pelle Petterson Stellan Westerdahl         |                                                       |                                                       |
| 1973 | Rastaholm     | båtnamn (SWE xxxx) Göran Tell Börje Larsson                   |                                                       |                                                       |
| 1974 | Sandhamn      | båtnamn (SWE xxxx) Sune Carlsson Olle Carlsson                |                                                       |                                                       |
| 1975 | Kullavik      | båtnamn (SWE xxxx) Jacob Engwall Bengt Malmlund               |                                                       |                                                       |
| 1976 | Rastaholm     | båtnamn (SWE xxxx) Sune Carlsson Ulf Carlsson                 |                                                       |                                                       |
| 1977 | Sundbyholm    | båtnamn (SWE xxxx) Sune Carlsson Carl Pettersson              |                                                       |                                                       |
| 1978 | Malmö         | båtnamn (SWE xxxx) Börje Larsson Göran Tell                   |                                                       |                                                       |
| 1979 | Sandhamn      | båtnamn (SWE xxxx) Stig Wennerström Lennart Roslund           |                                                       |                                                       |
| 1980 | Lysekil       | båtnamn (SWE xxxx) John Albrechtson Ingvar Hansson            |                                                       |                                                       |
| 1981 | Karlstad      | båtnamn (SWE xxxx) Hans Wallén Henrik Dubois                  |                                                       |                                                       |
| 1982 | Oxelösund     | båtnamn (SWE xxxx) Tom Löfstedt Martin Alsén                  |                                                       |                                                       |
| 1983 | Ängelholm     | båtnamn (SWE xxxx) Kent Carlsson Henrik Eyermann              |                                                       |                                                       |
| 1984 | Gottskär      | båtnamn (ESP xxxx) Antonio Gorestegui José Doreste            |                                                       |                                                       |
| 1985 | Varberg       | båtnamn (SWE xxxx) Kent Carlsson Tomas Oljelund               |                                                       |                                                       |
| 1986 | Sandhamn      | båtnamn (SWE xxxx) Mats Johansson Mats Hansson                |                                                       |                                                       |
| 1987 | Ronneby       | båtnamn (SWE xxxx) Mats Johansson Mats Hansson                |                                                       |                                                       |
| 1988 | Marstrand     | båtnamn (GER xxxx) Alexander Hagen Fritz Girr Jr              |                                                       |                                                       |
| 1989 | Hjo           | båtnamn (SWE xxxx) Mats Johansson Stefan Hemlin               |                                                       |                                                       |
| 1990 | Saltsjöbaden  | båtnamn (SWE xxxx) Hans Wallén Mats Hansson                   |                                                       |                                                       |
| 1991 | Malmö         | båtnamn (SWE xxxx) Hans Wallén Bobby Lohse                    |                                                       |                                                       |
| 1992 | Saltsjöbaden  | båtnamn (SWE xxxx) Hans Wallén Bobby Lohse                    |                                                       |                                                       |
| 1993 | Rastaholm     | båtnamn (SWE xxxx) Mats Johansson Stefan Hemlin               |                                                       |                                                       |
| 1994 | Varberg       | båtnamn (SWE xxxx) Hans Wallén Bobby Lohse                    |                                                       |                                                       |
| 1995 | Saltsjöbaden  | båtnamn (SWE xxxx) Göran Sandberg Jan Björnberg               |                                                       |                                                       |
| 1996 | Kullavik      | båtnamn (SWE 7754) Mats Johansson, GKSS Stefan Hemlin         |                                                       |                                                       |
| 1997 | Bankeryd      | båtnamn (SWE 7563) Olle Johansson, GKSS Dag Hansson           |                                                       |                                                       |
| 1998 | Rastaholm     | båtnamn (SWE 7647) Calle Schröder, GKSS Peter Ebel            |                                                       |                                                       |
| 1999 | Gottskär      | båtnamn (SWE 7563) Olle Johansson, GKSS Lars Edwall           |                                                       |                                                       |
| 2000 | Karlshamn     | båtnamn (SWE 7855) Mats Johansson, GKSS Leif Möller           |                                                       |                                                       |
| 2001 | Gävle         | båtnamn (SWE 7855) Mats Johansson, GKSS Leif Möller           |                                                       |                                                       |
| 2002 | Karlstad      | båtnamn (SWE 7812) Johan Hedberg, KSSS Martin Larsson         | båtnamn (SWE 7647) Calle Schröder, GKSS Stefan Hemlin | båtnamn (SWE 7290) Rustan Carlström, KKKK Lars Edwall |
| 2003 | Stenungsund   | båtnamn (SWE 8141) Fredrik Lööf, KSSS Anders Ekström          | båtnamn (SWE 8108) Mats Johansson, GKSS Mats Hansson  | båtnamn (DEN 8101) Nicklas Holm, KDY Martin Leifelt   |
| 2004 | Lomma         | båtnamn (DEN 8169) Nicklas Holm, KDY Claus Olesen             | båtnamn (GER 8150) Johannes Polgar Markus Koy         | båtnamn (SWE 8169) Mats Johansson, GKSS Leif Möller   |